# Сівковка
Сівко́вка (каз. Сивков) — село у складі району імені Габіта Мусрепова Північноказахстанської області Казахстану. Входить до складу Рузаєвського сільського округу, раніше входило до складу Калинівської сільської ради.
Населення — 354 особи (2021; 469 у 2009, 561 у 1999, 339 у 1989).
Національний склад станом на 1989 рік:
- росіяни — 39 %
- німці — 35 %.